# ドイツ国鉄52形蒸気機関車
ドイツ国鉄52形蒸気機関車（ドイツこくてつ52がたじょうききかんしゃ）は、1942年に登場したドイツ国鉄の戦時設計蒸気機関車である。開発計画名に由来する「戦時蒸気機関車(Kriegslok)」の名で知られる。

## 概要

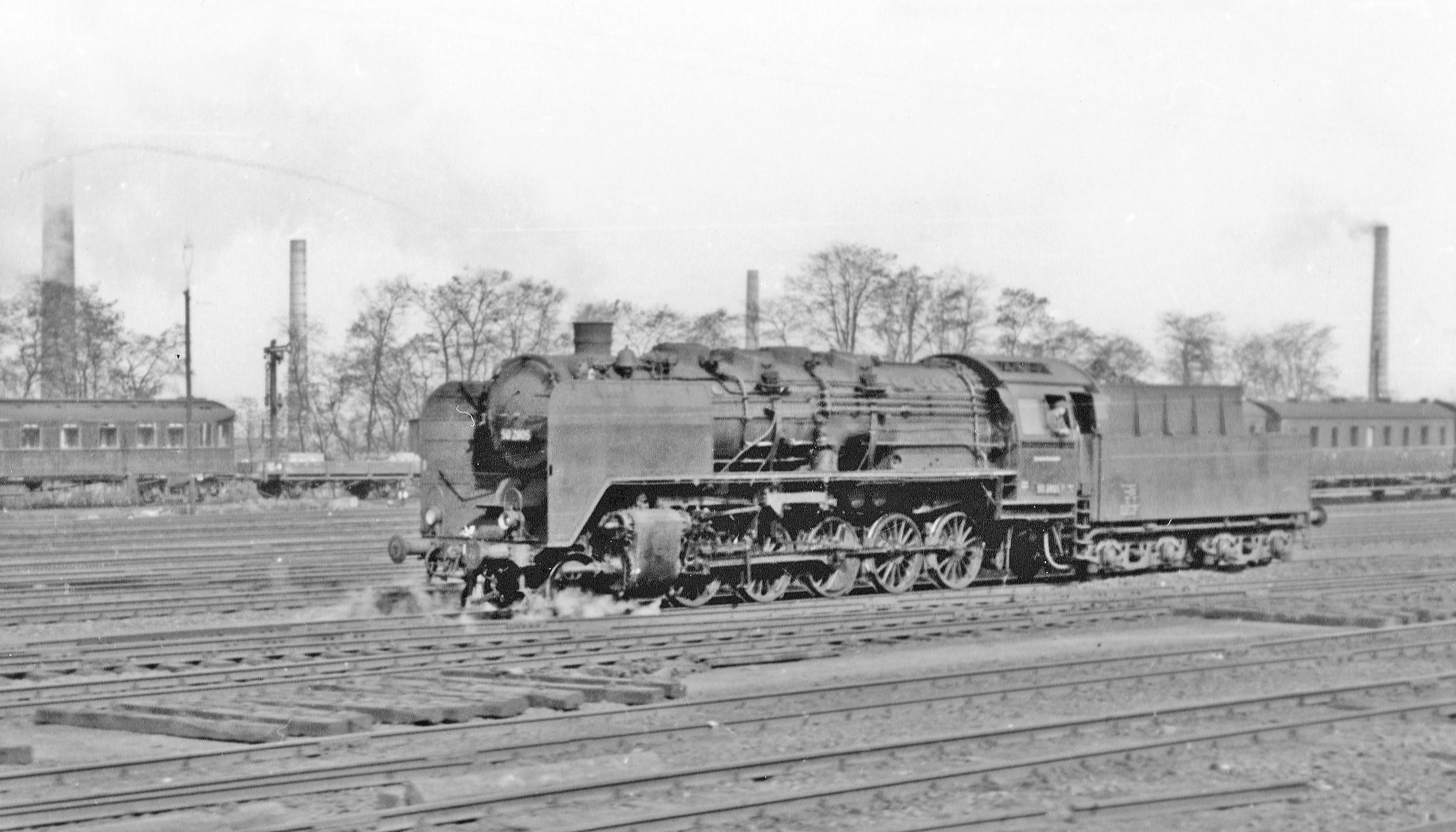
50形2905号機
「戦時蒸気機関車計画」に従って設計された最初の形式。52形はこの50形を簡素化した50UK形を基本としつつ、資材節減と工数削減をさらに徹底するよう再々設計された。

1936年にドイツ第三帝国政府によって策定された「戦時蒸気機関車計画」に従い、50形（1939年）を皮切りに、簡素な構造の戦時量産仕様かつ軽軸重の貨物機関車が量産されることになった。
もっとも本格的な計画始動は戦略物資の希少化が進み、また逼迫した物資輸送を支えるため大型の機関車が切実に必要とされるようになった1942年に入ってからで、50形を簡素化した50UK形をさらに簡素化した試作1号車 (52 001) が同年に製作され、さらに同機の試験走行の結果を反映した試作2号機 (52 002) が追加製作され、これの設計が52形 (Baureihe 52) 蒸気機関車として制式採用された。
その本格量産は1944年に開始された。本形式の量産に当たっては、ドイツ国鉄の制式機関車を手がけていたドイツ帝国領内の有力機関車メーカー各社が総動員され、随時改良を加えながら生産数30,000両を目標とした当初計画に従って継続的に生産された。
もっともドイツの敗戦により、実際にドイツ国鉄向けとして完成した数は6,248両に留まっている。

## 構造

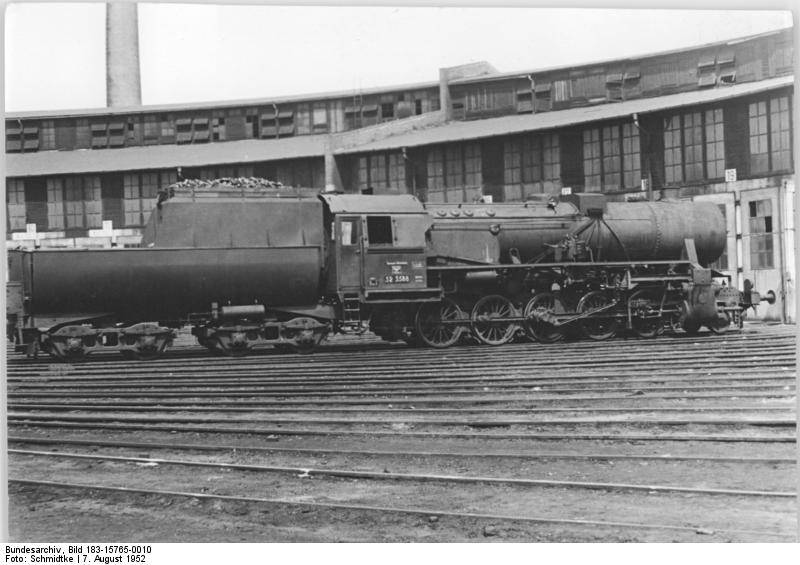
52形3588号機
第二次世界大戦後にドイツ国営鉄道（東ドイツ国鉄）へ継承された1両。1952年の撮影で、ほぼ新造時の状態を保つ。

本形式は占領地の鉄道で使用されることなども考慮して設計された、最大軸重15t級で軸配置1'E（デカポット）の、単式2気筒過熱式テンダー機関車である。その膨大な生産計画を限られた資材・工員で達成するため、先行形式である50形を徹底的に合理化・簡略化した設計が採用された。
そのため、除煙板、ボイラー缶胴部のケーシングなど機関車の機能を維持する上で特に必要不可欠でない部品はことごとく省略された。また、従来は半球状や円筒形に成形されていたボイラー上の砂箱や煙室からシリンダー弁室へ給気する蒸気パイプ覆いなどは工作の容易化を重視して単純な箱形に変更、給水ポンプ、給水加熱器、シリンダー安全弁、そして軸箱楔といった性能面や保守面からは備わっていた方が好ましい機器についても、給水ポンプと給水加熱器はインジェクター1基の追加搭載で代用、入り込んだ凝結水がシリンダーを破壊するウォーターハンマー現象を防止するための安全弁は、排水栓と呼ばれるシリンダー内水圧が一定値に達すると自動的に脱落しシリンダー破壊を防ぐ簡易な栓で代用されるなど、性能や使い勝手、あるいは保守を多少犠牲にした設計となった。
一方、各部の基本構造についても工作の簡易化に主眼を置いた設計の見直しが行われた。従来は鋼材の鍛造品が用いられていた主連棒や連結棒は圧延鋼板の溶接組み立て品で置き換えられ、主台枠は一部については従来通り肉厚圧延鋼板から必要部を切り出して作成する棒台枠を採用したものの、大多数については戦略物資となっていた肉厚圧延鋼板の使用を避け、薄い板材を箱状に組み立てた板台枠を採用している。
これらの台枠の製作にあたっては、軽量化のために板台枠・棒台枠の双方について肉抜き穴の開口加工が施されたが、それらは全て板材をガスバーナーで焼き切り、そのまま仕上げ加工を行わない、という乱暴な工法が採用されている。

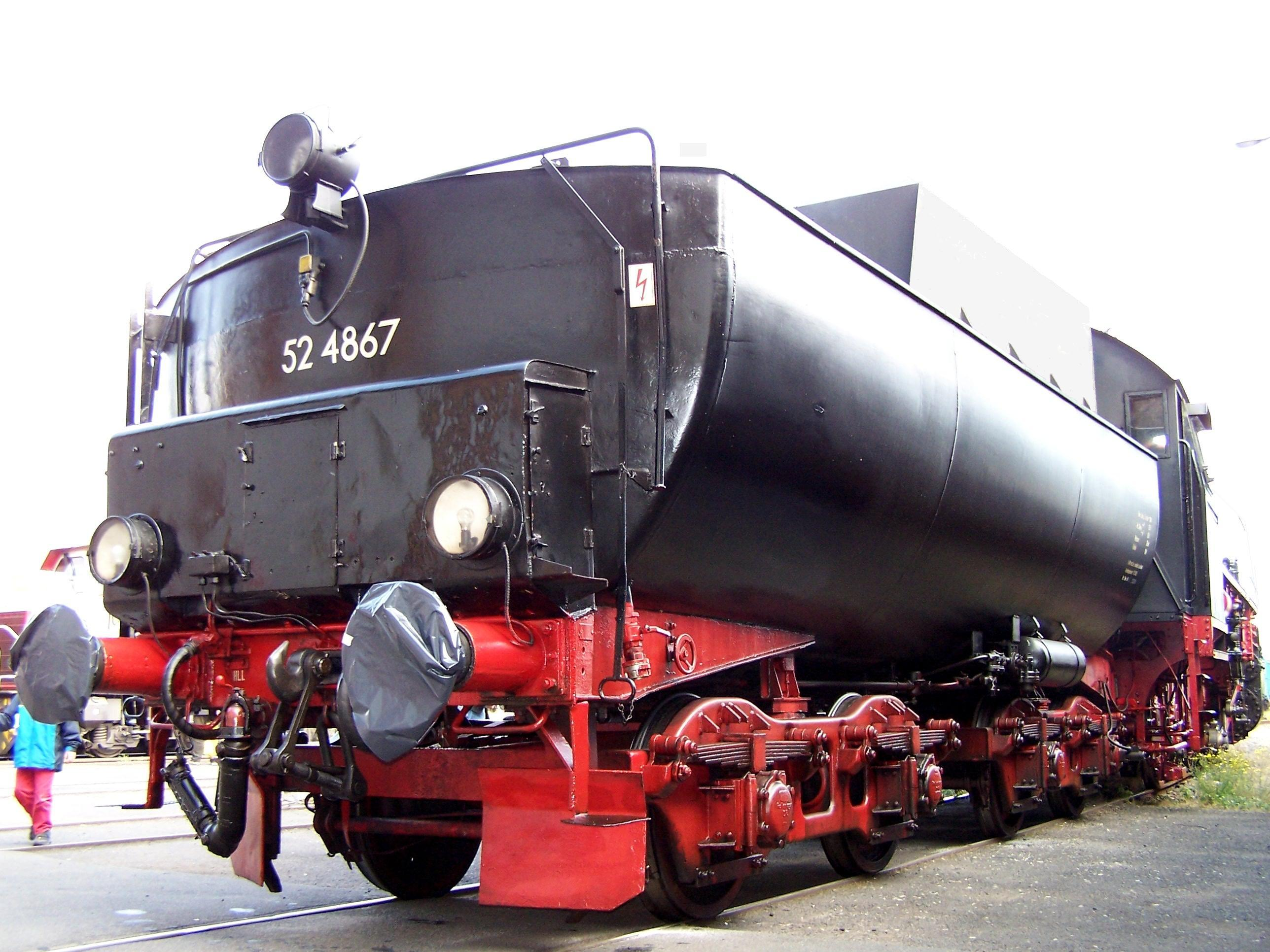
52形4867号機の2'2'T30ワンネ（Wannen：バスタブ）形テンダー
船底形テンダーとも呼ばれる。通常ならば台枠が負担する牽引力や荷重などを水タンク本体に負担させるセミモノコック構造を採用し、台車心皿間の梁を省略するなど台枠設計について徹底的な合理化を行うことで機能・性能を維持しつつ資材消費量と製作工数の大きな削減を実現した。

また、炭水車は工作の容易化と資材消費の削減を重視し、船底形と呼ばれるセミモノコック構造の半円筒形水タンクの上に石炭積載スペースを設け、台車心皿中心間の台枠を大胆に省略し水タンク自体が強度部品としてその代わりを果たす設計の2'2'T30テンダー（水容量30立方メートル）が標準採用されている。
ただし、一部では様々な事情から50形と共通の4軸固定で水容量30立方メートルの4T30テンダーあるいは2軸ボギーで水容量26立方メートルの2'2'T26テンダーが連結され、さらに後述するように52KON形と称された一部の車両では水源確保の問題などから機関車本体の性能は低下させてでも給水回数を削減する必要があって、煙突から排出される蒸気の水分を凝結させて回収する機能を備えた復水式テンダーが連結された。
こうして総力戦下の消耗機材的な性格のものとして、耐用年数5年程度を想定して粗製濫造一歩手前の乱暴な設計や工法が採用された本形式であるが、基本となった50形の設計の優秀さからそれでも一定水準以上の性能が確保されていた。
もっとも、52形の設計においては各機能・装置の省略・簡素化ばかりが実施された訳ではなかった。戦時体制下で寒冷地での運用が拡大することが想定されたため、52形では同時期設計の42形と共に運転台が従来通り背面が開放でそこから出入りする構造から、「ノルウェー」型と呼ばれる側面に乗降用扉を備える密閉構造に変更された。この点では本形式は寒冷地での運転において従来型機関車よりも格段に優れた乗務環境を乗務員に提供した。

### 52KON形
| 52形2006号機（1952年撮影）ドイツ連邦鉄道（西ドイツ国鉄）へ継承された52KON形の1両。2'2'T13,5KON復水式テンダーを連結し、ヴィッテ式デフレクターを装着する。  |  | 52形1972号機用2'2'T13,5KON復水式テンダー現存する52KON形用復水テンダー。  |
| 52形2006号機（1952年撮影） ドイツ連邦鉄道（西ドイツ国鉄）へ継承された52KON形の1両。2'2'T13,5KON復水式テンダーを連結し、ヴィッテ式デフレクターを装着する。 |  | 52形1972号機用2'2'T13,5KON復水式テンダー 現存する52KON形用復水テンダー。 |

本形式は工場での簡素化提案などを随時取り入れたという事情もあって、その仕様は生産時期・生産工場によって様々であるが、特に軍用としても使用された車両の内、水質の悪い占領地域での使用を前提としていたヘンシェル製の164両については、タービンと冷却装置を組み合わせた復水装置を搭載した3'2'T16 KONテンダー（3軸+2軸、水容量16立方メートル）あるいは2'2'T13,5 KONテンダー（2軸ボギー、水容量13.5立方メートル。沿線設置の転車台直径が小さい路線向けに製作）を連結する復水式蒸気機関車である52KON形（KONはドイツ語の“Kondensation”（結露あるいは凝結）の略で排気中の水分を冷却・凝結させることで回収する復水式のメカニズムを示す）として完成している。
これら52KON形はシリンダーからの排気を復水装置のタービン駆動に用いる関係でボイラー通風のために別途ターボブロアーを搭載していたが、煤煙の上昇性は通常の52形より悪化した。このため、これら52KON形については資材消費節減と煤煙の上昇性改善を両立させるべく、従来のワグナー式デフレクターよりも小型の除煙板がヴィッテ技師により考案され、これを装着している。このヴィッテ式デフレクターは戦時中に量産された重量貨物機の42形にも採用され、戦後はその資材消費量の少なさと除煙効果が従来のワグナー式デフレクターと大差ないことが評価され、ワグナー式に代わってドイツの蒸気機関車用標準デフレクターとなって広く普及した。さらにはドイツ国外でも同様の小型デフレクターが普及するなど、以後の蒸気機関車開発へ復水装置以上に重要な影響を及ぼしている。

## 運用
本形式は製造当時ドイツの版図にあったヨーロッパ全土および東部戦線全域で運用され、一般貨客輸送のほか軍需物資および兵員の輸送に携わった。そのため、「東部総合計画」にもとづく強制収容所および絶滅収容所へのユダヤ人の輸送にかかわるという側面ももつ。
本形式は戦時設計であったが、もともとオーバーパワー設計で完成度の高い50形を徹底的にリファインしたものであり、戦後も設計陣の予測をはるかに超える耐久力を発揮した。こうした実用性能をもたらしたのは、軽量化と低級鋼材の使用による性能低下を補うために実施された、重量分散と平均化の徹底的な構造計算だった。その性能は高速走行時の振動に難点があったものの、当時の貨物機関車としては水準以上の完成度であり、その生産は第二次世界大戦終結後まで継続された。
これら52形の内、フランス・オーストリア・ソ連など第二次世界大戦中に第三帝国の支配・占領下にあった各国で運用され、戦後それらの国々に残留した各車はドイツ敗戦時に領内の機関車工場で生産途上にあってその後完成されたものも含めてそれぞれの国の鉄道に接収・編入され、そのまま継続使用されて各国の戦後復興に大いに貢献した。
また52形は戦後、ドイツで継続生産されただけでなく、ソ連およびポーランド、更にはトルコで領内に遺された52形をコピーした車両が大量に生産された。
そうした事情から、本形式の生産数はドイツ国内だけで6,300両から7,000両程度、コピーもふくめると10,000両近くにのぼると見られ、群を抜く世界最高数となっている。

### ドイツ国営鉄道
| 52形4867号機ドイツ国営鉄道（東ドイツ国鉄）へ継承された1両。ヴィッテ式デフレクターを追加され、煙室前部とフロントデッキを結ぶステイが追加された以外はおおむねオリジナルに近い形状を保つ。  |  | 52.80形79号機ドイツ国営鉄道（東ドイツ国鉄）へ継承され、1960年代に大規模近代化改修工事を施工されて52.80形と区分された200両の内の1両。50形などの一般機に準じた装備・機能に整備されている。  |
| 52形4867号機 ドイツ国営鉄道（東ドイツ国鉄）へ継承された1両。ヴィッテ式デフレクターを追加され、煙室前部とフロントデッキを結ぶステイが追加された以外はおおむねオリジナルに近い形状を保つ。 |  | 52.80形79号機 ドイツ国営鉄道（東ドイツ国鉄）へ継承され、1960年代に大規模近代化改修工事を施工されて52.80形と区分された200両の内の1両。50形などの一般機に準じた装備・機能に整備されている。 |

52形は戦後、承継した各国で順次他形式並の通常仕様への装備改修が実施された。中でも、1,150両と大量の本形式を承継したドイツ国営鉄道（東ドイツ国鉄:DR）が、まず69両を対象に煙室200㎜延長、溶接構造火室への変更、混合給水温め器及び給水ポンプの取り付けを実施する近代化改修プログラムを実施した後、200両を対象として1960年代に大規模近代化改修工事を実施し52.80形としたのが特筆される。
この工事では50.35形と共通設計の溶接構造かつ燃焼室付きとした新型ボイラーへの換装、混合式給水加熱器および給水ポンプの搭載とインジェクター1基の削減、1個に削減されていた砂箱の補充搭載、クラウス-ヘルムホルツ式先台車の更新、省略されていた軸受部ウェッジ（楔）の追加、それにピストン弁の交換やシリンダー排水栓の安全弁への換装など、先行した近代化改修プログラムの実施範囲をより拡大する形で50形から52形への再々設計の過程で性能低下し使い勝手が悪化していた部分に重点を置いて1980年代まで段階的に改修され、完成した52.80形はおおむね50形に準じた性能・機能とされた。
なお、東ドイツ国鉄では1960年代に後述するソ連国鉄ТЭ形の一部を購入し52形に編入している。

### ドイツ連邦鉄道

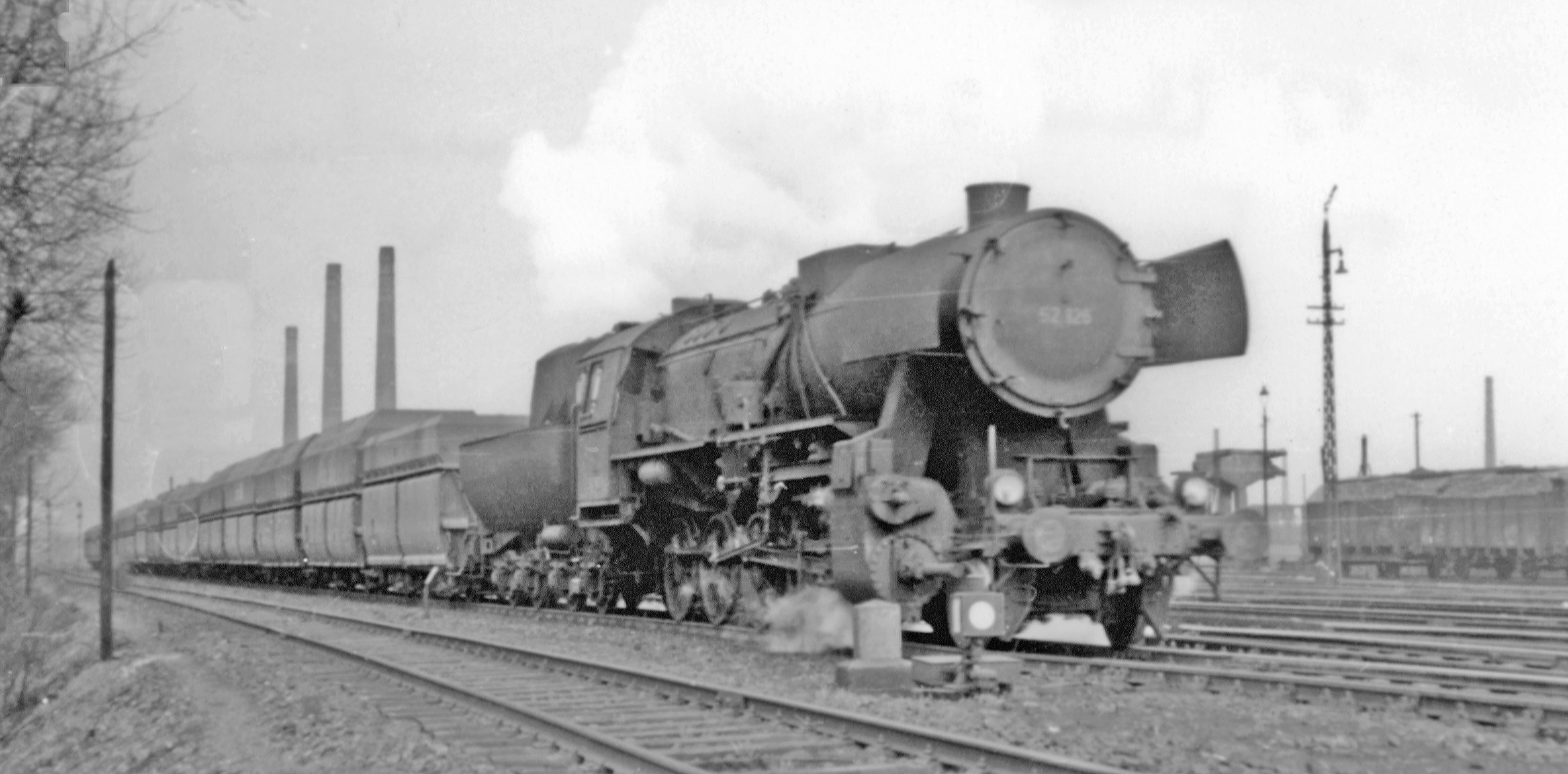
ハム（Hamm）の操車場を通過する52形126号機（1953年撮影）
第二次世界大戦後にドイツ連邦鉄道（西ドイツ国鉄）へ継承された1両。ヴィッテ式デフレクターを追加したのみで煙室扉前面への前照灯設置もなく、フロントデッキにエプロンも設置されていないなど、原設計を保つ。

一方、約700両を承継したドイツ連邦鉄道（西ドイツ国鉄:DB）では戦時中の機関車配置の関係で50形をはじめ状態良好の車両の配置が東ドイツと比較して多く、また戦後積極的に電化や内燃化が推進された。このため戦時設計で使い勝手に難のあった52形は東ドイツ国鉄の同型機と異なり積極的な更新工事を実施されることもないまま1960年代前半の段階で全て淘汰されている。

### オーストリア連邦鉄道
ドイツに隣接していたオーストリアには約700両の52形が残され、その内37両は板台枠ではなく棒台枠仕様であった。これらは板台枠仕様車が52形、棒台枠仕様車が152形としてオーストリア国鉄(ÖBB)に承継された。これらは当時のÖBBで最大勢力となり、一部については支線区などにおける緩急車連結省略を目的として、テンダーの中央に車掌室を設置する改造工事を施工された後、1970年代後半まで現役で使用された。

### ソビエト社会主義共和国連邦運輸通信省

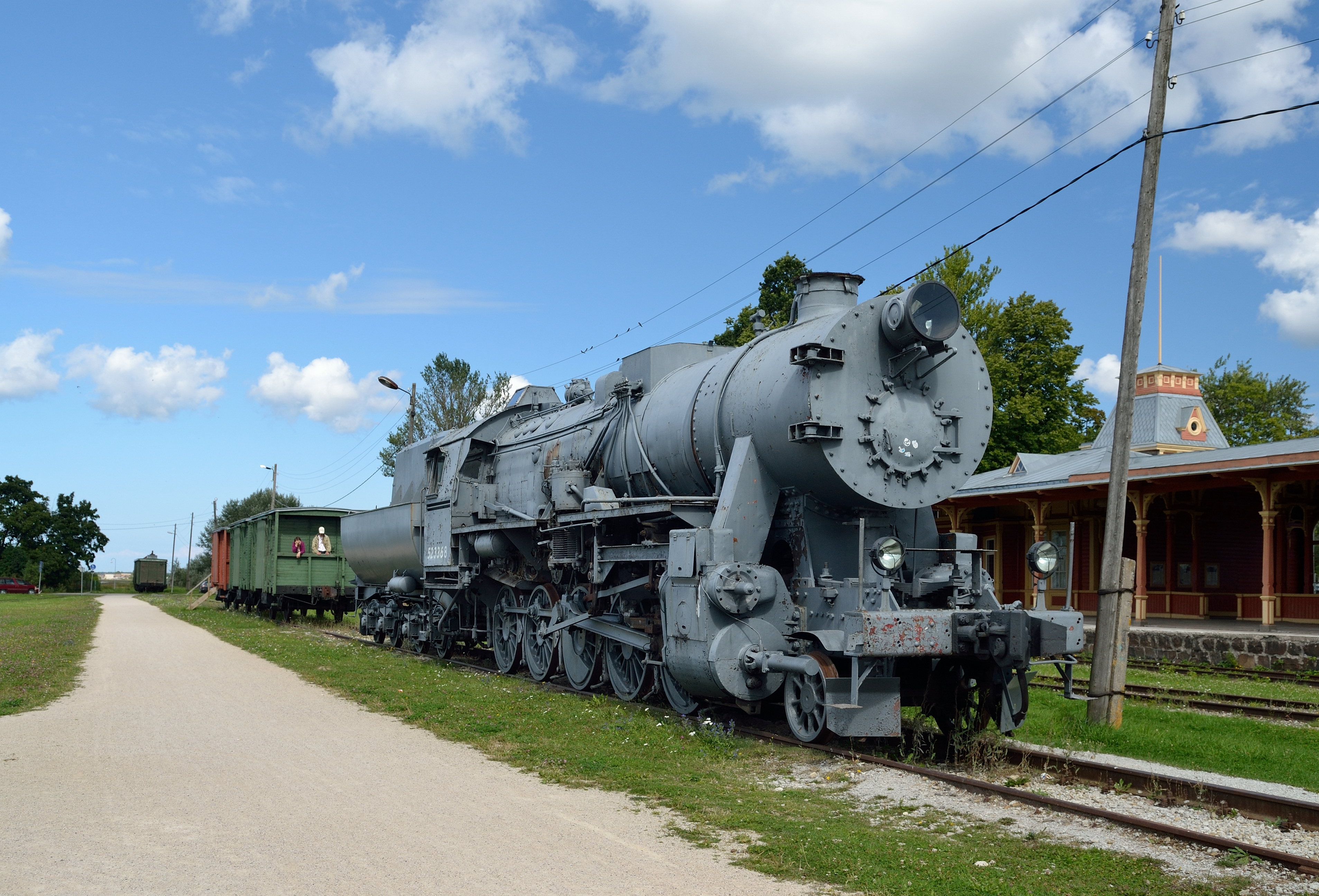
エストニアのハープサルに保存されるソ連国鉄ТЭ形（旧ドイツ国鉄52形3368号機）
第二次世界大戦後にソ連に接収され、ТЭ形として使用された52形の1両。連結器・煙室扉・前照灯をソ連国鉄標準仕様のものに交換した以外はおおむね52形の標準的な形態を保つ。

ドイツ第三帝国に併合されていた、あるいは占領されていた諸国に残された52形は先述の通り各国でそれぞれの標準仕様に合わせた装備改修が実施された。
占領地域では最多となる約2000両が残されたソ連国鉄（МПС）の場合、ТЭ形として現地に残された資材・設備を利用する形で追加生産も実施され、車軸の長軸への交換やシリンダブロックの改造などによる1520㎜軌間への改軌工事とドイツ国鉄標準であったねじ式連結器のSA-3自動連結器への交換、これに伴う2'2'T30テンダーの端梁部改造などを実施の上で1960年代前半まで使用された。これらはその後、電化や内燃化の進展で不要となったが一部は戦略予備として1990年代まで温存され、それ以外は当時の共産圏の各国へ順次販売された。

### ポーランド国鉄
東部戦線への物資輸送の経路となったポーランドには戦後1207両の52形が残存し、これらはTy2形としてポーランド国鉄に承継された。さらに1946年までにポーランド国内で仕掛品状態で放置されていた52形が150両完成し、これらはTy42形として区分された。更に1960年代には東ドイツ国鉄と同様にソ連国鉄からТЭ形を200両購入、Ty2形に編入している。
ポーランドではこれらTy2・42形は1980年代から淘汰が始まり、1993年までに全て現役を退いた。

### チェコスロバキア国鉄
チェコスロバキアには戦後185両の52形が残された。チェコスロバキア国鉄(ČSD)はこれらを555.0形として承継、更にソ連国鉄からТЭ形を100両を購入してこれを増備し、戦後自国で緊急量産した1E単式2気筒テンダー機の534.03形などと共に運用した。
555.0形は自国設計・製作による534.03形よりも好成績であった。
555.0形の内9両は1947年~1950年にかけて1520㎜軌間対応に改造の上で555.6形としてウクライナとの国境地帯に配置・使用されたが1962年~1964年に復元、原番号へ戻された。
555.0形の内199両は1963年から重油専燃に改造されて555.3形となり、20~25パーセント程度の高性能化が実現したが戦時代用材の多用などによるボイラーとテンダーの疲弊が早期に進行し問題となった。特に555.3形ではボイラー爆発事故が3回発生しており、石油危機の影響もあって1972年までに廃車された。一方、555.0形もボイラーとテンダーの老朽化問題は深刻で、こちらも1973年までに全廃されている。
なお、ČSDは52形や50形といったドイツ製1E機の性能を高評価しており、これらの使用実績は戦後自国のシュコダとプルゼニの両機関車工場に556.0形としてこれらを基本として近代化した機関車を510両も新造させている。

### ハンガリー国鉄
ハンガリー国鉄(MÁV)には1963年にソ連国鉄ТЭ形が100両譲渡され、520系となった。内94両が標準軌間へ復元されて国内で使用され、改軌されなかった6両は国境駅であるザホニーに配置された。

### ルーマニア国鉄
ルーマニアにはファシスト政権下の1943年に100両の52形がドイツから供給され、150.1000形としてNos.150.1001~150.1100と付番された。
戦後、これらは1953年までに重油併燃に改造されたのち、1976年~1979年に廃車となった。
これとは別に、戦後補償でルーマニアは42・44・50・52形で合わせて書類上で30両の蒸機をドイツから取得したが、実際にはこれらは行方不明や故障で正常動作しないものばかりで、結局修理を施した上で1948年から1958年の間にルーマニアへやってきたのは50形4両と52形19両の計23両であった。
これらはひとまとめにして150.1100形と区分され、内150.1113~1116が50形由来、残る150.1102~112・117~1122・1124・1125は52形由来と同定された。

### ブルガリア国鉄
ブルガリア国鉄は戦後、まずソ連から1946年にリースにて52形を85両取得、15形(15.01~85)とした。更に1956年には東ドイツ国鉄から20両を1年リースの後購入、1958年にはチェコスロバキア国鉄から555.0形20両を購入、1961年には再び東ドイツ国鉄から10両、そして最後に1961年~1964年にソ連からたТЭ形を140両購入して15.01~275で合計275両を揃えた。
1960年代中盤以降、ブルガリア国鉄でも電化や内燃化が進展し、1970年代後半以降15形の淘汰が急速に進んだ。1980年には営業運転を終了したが、その後1980年代末まで戦略予備として保管されたのち、大半が廃棄処分となった。

### ユーゴスラビア国鉄
ユーゴスラビアにも52形が残された。これらはスロベニアから承継の15両とクロアチアから承継の24両で、33形（33-001~015・016~039）としてユーゴスラビア国鉄に編入された。戦後、戦時賠償として1945年にドイツから137両の52形を獲得して33-041~177として編入、更に1947年~1948年にかけてソ連から50両（33-180~229）を譲受した。52形は同国では余程好評であったらしく、1952年には西ドイツ国鉄から不要となった35両の52形を譲受して33-231~265とした後、1962年~1964年には再びソ連から不要となったТЭ形が2回に分けて55両と21両で合計76両購入され、33-226~320・321~341となった。
これらユーゴスラビア国鉄機は1980年代半ばまでに淘汰された。
一方、ユーゴスラビア国内では国鉄向け以外にも炭鉱鉄道向けとして1960年にチェコスロバキアから2両、1964年にはソ連から3両の52（ТЭ）形が購入されてそれぞれ33-501・502と33-503~505と付番された。
このためユーゴスラビアには合計で342両の52形が在籍したことになる。
ユーゴスラビアの連邦解体後、ここから分離独立したボスニア・ヘルツェゴビナでは内戦状態が長く続いたためもあってか、2017年の時点でも33形が現役で稼働する姿が目撃されている。
なお、ユーゴスラビア国鉄33形蒸気機関車には上記の欠番を埋めるNos.178・179・230が存在したが、これら3両はドイツ国鉄50形に由来する。

### ノルウェー国鉄
ノルウェーには戦後74両の52形が残され、同国国鉄に63a形として承継された。これらは6両が重油専燃に改造された以外はそのまま使用された後、電化の進展で1970年に廃車となった。

### ベルギー国鉄・ルクセンブルク国鉄
ベルギーには戦時中に自国メーカーで生産されたものの戦後になって落成した52形が100両承継された。これらは26形とされたが、これとは別に3両の52KON形が残されており、これらは27形として区分された。26形は1963年までにディーゼル機関車の導入で淘汰され、27形は1950年まで使用された後、西ドイツ国鉄へ譲渡された。
26形の内、10両は1946年にルクセンブルク国鉄(Chemins de Fer Luxembourgeois:CFL)へ譲渡され、CFLではフランスのグラフェンスタデン社から追加購入した同型機10両と共に56型として1965年まで使用された。

### フランス国鉄
フランス国鉄(SNCF)では戦後、グラフェンスタデン社が完成させた仕掛品の52形を42両購入、150 y型として1959年まで使用した。

### トルコ国鉄
第二次大戦中、中立国であり機関車不足に悩んでいたトルコはドイツとの外交関係から1943年にヘンシェル社へ52形相当の機関車を10両発注、更に43両が1943年~1944年に供給された。
戦後、トルコ国鉄はこれら53両を56 501~56553と付番、デフレクターを撤去し寒冷地向け装備を撤去の上で使用された。テンダーは標準であった2'2'T30船底型テンダーの他、通常台枠型が混在したことが確認されている。軸重の軽いこの56.5形はトルコ国鉄のほぼ全線で使用され、中でもヨーロッパ側の地域では1971年までシンプロン・オリエント急行の牽引に充てられていたことで知られる。
トルコ国鉄では1980年代後半まで現役であったことが確認されている。

## 廃車・保存
国情から電化やディーゼル化がなかなか進まなかったために東ドイツ国鉄の52.80形が1980年代後半まで運用を継続したのを除くと、それら以外の各国国鉄の52形は大半が電化とディーゼル化が本格化した1960年代から1970年代にかけて順次廃車となった。
その多くは解体処分されたものの、相当数が世界各地に売却または寄贈されて保存されている。3438は日本に寄贈されました、1980年代まで河口湖近辺の公園に展示されていたほか、滋賀県の紅葉パラダイスではワゴン・リ社の寝台車と連結したSLホテルとして1990年代まで営業していた。その後、1999 年にハンブルクに返送され、廃棄されました。
本形式の現存両数はドイツを中心にオーストリア、チェコ、および旧ソ連、ポーランドなどに合計数百両にのぼり、動態保存も少なくない。稼働車の多くは改造や改修をほどこされているがドイツ国鉄保有車のなかには製造当時の状態に復元された資料性の高いものもある。一部は営業運転に就いている。